# Кулька, Петер
Петер Кулька (нем. Peter Kulka, 20 июля 1937 года, Дрезден-Фридрихштадт, Германский рейх — 5 февраля 2024 года, Дрезден, Германия) — немецкий архитектор и профессор университета.

## Биография
Родился 20 июля 1937 года в Дрезден-Фридрихштадте (ныне — городской район Дрездена). Отец, Отто Кулька, был архитектором.
Получив профессию каменщика, прошёл обучение на инженера со специализацией по архитектуре в строительных училищах в Гёрлице и Готе. Затем поступил в Берлинскую академию искусств Вайсензее, учился с 1959 по 1964 год, его педагогом был известный архитектор Сельман Сельманагич (1905—1986).
После недолгой работы у Германа Хензельмана в Немецкой строительной академии в Восточном Берлине, в 1965 года Петер совершил побег из ГДР в Западный Берлин. Три года проработал в архитектурном бюро Ганса Шаруна. В 1969 году начал работать как независимый архитектор. Через десять лет открыл свой собственный офис в Кельне. Первый большой успех пришёл к нему после завершения проекта для Университета Билефельда, который выполнялся совместно Герцогом, Кёпке, Кулькой, Тёппером и Зипманном (1970—1979).
В 1980 году Кулька объединился с Гансом Шиллингом для проектирования культовых зданий. С 1986 по 1992 год был профессором конструкторского проектирования в Рейнско-Вестфальском техническом университете Ахена.
После объединения Германии Кулька вернулся в Дрезден и открыл свой второй офис. Он принимал участие в реконструкции учреждений в бывшей Восточной Германии, включая ландтаг Саксонии. Проект, отмеченный архитектурной премией города Лейпцига в 1999 году, был разработан для реконструкции виллы, в которой размещается Галерея современного искусства Лейпцига. С 1995 года он был членом городской комиссии по искусству в Дрездене, а 29 февраля 1996 года выступил одним из 30 основателей Саксонской академии искусств, в том же году стал членом к Академии искусств в Берлине. В 2010 году принят в Академию наук и искусств Северного Рейна-Вестфалии. С 1998 года был членом консультативного совета по дизайну города Регенсбурга и до 2000 года занимал пост его председателя. На протяжении многих лет он вёл активную борьбу с неонацистами и выступал за сохранение памятников архитектуры, как новых, так и исторических зданий.
Петер Кулька умер в своём доме в Дрездене 5 февраля 2024 года в возрасте 86 лет.

## Галерея
- Здание пленарных заседаний ландтага Саксонии
- Панорама MDR-куба  с северо-востока. Лейпциг
- Монастырь Кёнигсмюнстер, Дом тишины
- станция профессиональной пожарной охраны Гейдельберга